# Shuafat

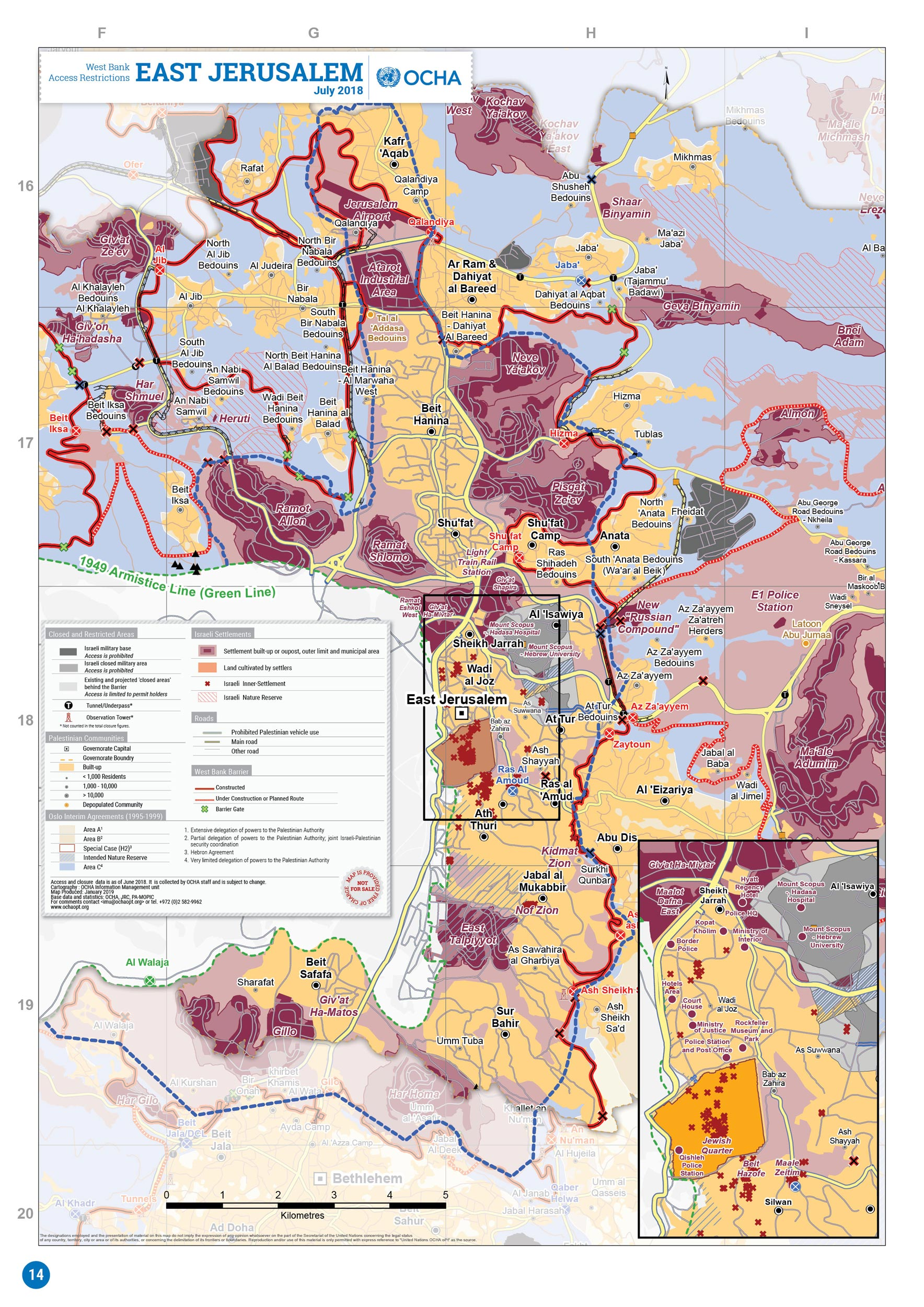
Shuafat en Jerusalén Este en 2018:
Áreas urbanas palestinas
asentamientos israelíes construidos
asentamientos israelíes: límites municipales
Área C
Base militar israelí
Zona militar cerrada
— Barrera israelí construida
--- Barrera israelí en construcción o planeada
--- Línea Verde de 1949

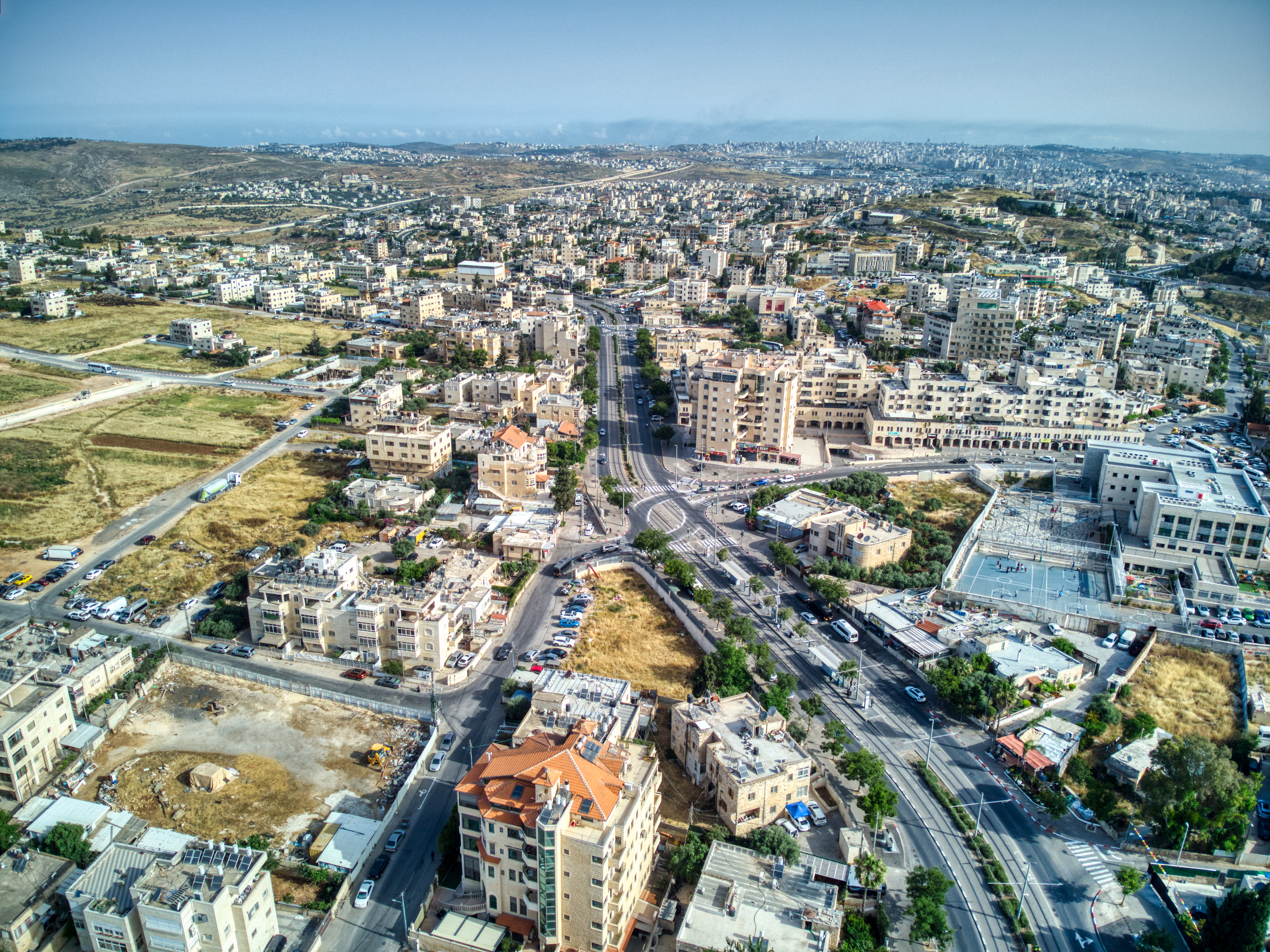
Vista general de Shuafat en 2023.

Shuafat (en árabe: شعفاط‎ ,Šuʿafāṭ), a veces llamado Shu'fat y Sha'fat, es un barrio de Jerusalén Este de mayoría árabe palestina. Situado al noreste de la ciudad, en la antigua carretera Jerusalén-Ramala, a unos cinco kilómetros al norte de la Ciudad Vieja, Shuafat tiene una población de 35.000 habitantes.
Junto al barrio de Shuafat hay un campo de refugiados del mismo nombre, creado por el rey Hussein de Jordania en 1965 para albergar a refugiados palestinos de las zonas de Jerusalén, Lydda, Jaffa y Ramla, tras el cierre del campo de Muascar, en el barrio judío de la Ciudad Vieja.
Shuafat limita al norte con el asentamiento israelí de Pisgat Ze'ev y el barrio palestino de Beit Hanina, al este con el campo de refugiados de Shufat, al sur con el asentamiento de la Colina Francesa y al oeste con otro asentamiento israelí, Ramat Shlomo. Shuafat se encuentra en la parte de Cisjordania que se incluyó en los límites municipales de Jerusalén tras su ocupación en 1967.

## Historia
La zona de Shuafat ha estado poblada de forma intermitente; los hallazgos arquitectónicos más antiguos datan del periodo calcolítico, hace 7.000 años. Los hallazgos del siglo II-I a. C. revelaron la presencia de un asentamiento agrícola fortificado en ese periodo.

### Época romana y bizantina
El asentamiento alcanzó su mayor tamaño en la época romana, entre los años 70 y 130 d. C., antes de ser abandonado o destruido tras la Rebelión de Bar Kojba (135 d. C.). El emplazamiento fue repoblado a menor escala en la época romana, en los siglos II-IV d. C., con terrazas agrícolas con muros de retención que fueron descubiertos en 2016 al oeste de la calle Shuafat

### Época de las cruzadas
El lugar era conocido por los cruzados como Dersophath o Dersophach. En marzo de 1179, se hizo constar que sus ingresos pasaron a la abadía de Santa María del Monte Sion como resultado de una donación realizada por Anselmo de Parenti.
Se han encontrado restos de una estructura cruzada en el centro del pueblo. Victor Guérin pensó que posiblemente se trataba de una iglesia. Sin embargo, Conrad Schick no encontró ninguna iglesia, y pensó que se trataba de una especie de khan construido a la manera habitual de las Cruzadas. Encima de ese edificio se construyó la tumba de Seikh 'Abd-allah.

### Período mameluco
Los arqueólogos descubrieron que las terrazas agrícolas de la zona se construyeron y cubrieron con tierra vegetal durante el período mameluco (1260-1516).

### Imperio otomano
Shuafat fue incorporado al Imperio otomano en 1517 con toda Palestina, y en 1596 aparecía en los registros fiscales otomanos como perteneciente a la nahiya de Quds de la liwa de Quds. Contaba con ocho familias musulmanas que pagaban un total de 2.200 akçe de impuestos sobre el trigo, la cebada, los viñedos y otros productos agrícolas.
En 1838, Edward Robinson describió Shuafat como una pequeña aldea musulmana con restos de una antigua muralla, mientras que De Saulcy, que la vio en 1851, escribió que era una aldea con aspecto de un castillo de la Edad Media con una torre del homenaje cuadrada.
El explorador francés Guérin lo visitó en 1863 y observó que el pueblo estaba situado en una meseta elevada «desde la que se divisan perfectamente las cúpulas y los minaretes de Jerusalén», y que contaba con 150 habitantes. Describió las casas como bastante antiguas en su mayor parte y con bóvedas interiores. Una lista oficial otomana de la aldea, de alrededor de 1870, indicaba 23 casas y una población de 90 habitantes, contando sólo a los hombres.

En 1883, el estudio de la Palestina Occidental llevado a cabo por el Fondo para la Exploración de Palestina (PEF) describía Shuafat como «Una pequeña aldea, situada en un espolón llano inmediatamente al oeste de la cuenca, rodeada de olivos. Tiene pozos al norte. Hay una capilla sagrada del sultán Ibrahim en el pueblo». En 1896 se estimaba que la población de Scha'fat era de unas 276 personas.
Los otomanos construyeron una carretera en el mismo lugar que la antigua calzada romana que unía Jerusalén con Nablus.

### Mandato Británico de Palestina
En el censo de Palestina de 1922, realizado por las autoridades del Mandato Británico, Sha'afat tenía una población de 422 habitantes, todos musulmanes, que aumentó en el censo de 1931 a 539, todos musulmanes, en 123 casas.
En las estadísticas de 1945, la población de Shu'fat era de 760 habitantes, todos musulmanes, y contaba con 5215 dunams de tierra, según una encuesta oficial sobre tierras y población: 484 dunams correspondían a plantaciones y tierras de regadío, 2111 a cereales, mientras que 62 dunams eran tierras edificadas (urbanas).

### Guerra civil durante el Mandato de Palestina
La ciudad de Shuafat debía ser el punto más septentrional del corpus separatum propuesto en 1947 para Jerusalén y sus aldeas circundantes, que «en vista de su asociación con tres religiones mundiales» debía recibir «un trato especial y separado del resto de Palestina y quedar bajo el control efectivo de las Naciones Unidas». Pero en la guerra civil que se libró durante los últimos meses del Mandato de Palestina, así como en la batalla de Jerusalén, las milicias judías y la Legión Árabe de Transjordania lucharon en la zona a fin de consolidar el territorio de Palestina que iba a corresponder a la parte árabe y judía.
Desde enero y febrero de 1948, el sindicato israelí Histadrut inició contactos entre el Jerusalén judío y las comunidades árabes limítrofes para cerrar acuerdos de no beligerancia que se lograron en varios pueblos árabes. Por ese motivo, las milicias de Abdelkader al-Husayni no fueron muy bien recibidas en varios de ellos. Al-Husayni intentó convencer a los habitantes de Shuafat que atacaran al vecino asentamiento judío de Neve Yaakov, pero los aldeanos se negaron argumentando que si hacían una incursión en el pueblo, los judíos tomarían represalias y destruirían su pueblo. Según un informe de los servicios de inteligencia de la Haganá, estaban dispuestos a atacar pero sólo si la meta era una conquista permanente.
El 13 de mayo, los pueblos de Shuafat, Beit Hanina, Al Jib, Judeira, Beit Nabala y Rafat fueron evacuados bajo el mando de la Legión Árabe, principalmente por razones militares previas a la invasión. Tras el éxito parcial de la Operación Najshón que abrió brevemente la carretera Tel Aviv-Jerusalén, se ordenó a las unidades de la Haganá implicadas que asaltaran y/u ocuparan y destruyeran grupos de aldeas árabes, como Shuafat, Beit Hanina, An Nabi Samwil, Beit Iksa y Beit Mahsir. Durante los combates de abril-mayo en el corredor de Jerusalén, las unidades del Palmaj arrasaron de forma más o menos sistemática los pueblos de Al-Qastal, Qaluniya y Khulda, y destruyeron total o parcialmente Shuafat, Beit Surik, Biddu, Beit Iksa, Beit Mahsir y Sheij Yarrah.

### Administración jordana
Al finalizar la guerra árabe-israelí de 1948, la línea de demarcación de los combates establecida por el armisticio árabe-israelí de 1949, dejó la parte occidental de Jerusalén bajo control israelí y la parte oriental bajo control jordano. De acuerdo por la resolución adoptada en la conferencia de Jericó en diciembre de 1948, Cisjordania y la parte oriental de Jerusalén fueron anexionadas por Jordania, que otorgó a sus habitantes la ciudadanía jordana.
En 1961, la población de Shuafat era de 2541 habitantes, de los cuales 253 eran cristianos.

#### Campamento de Shufat

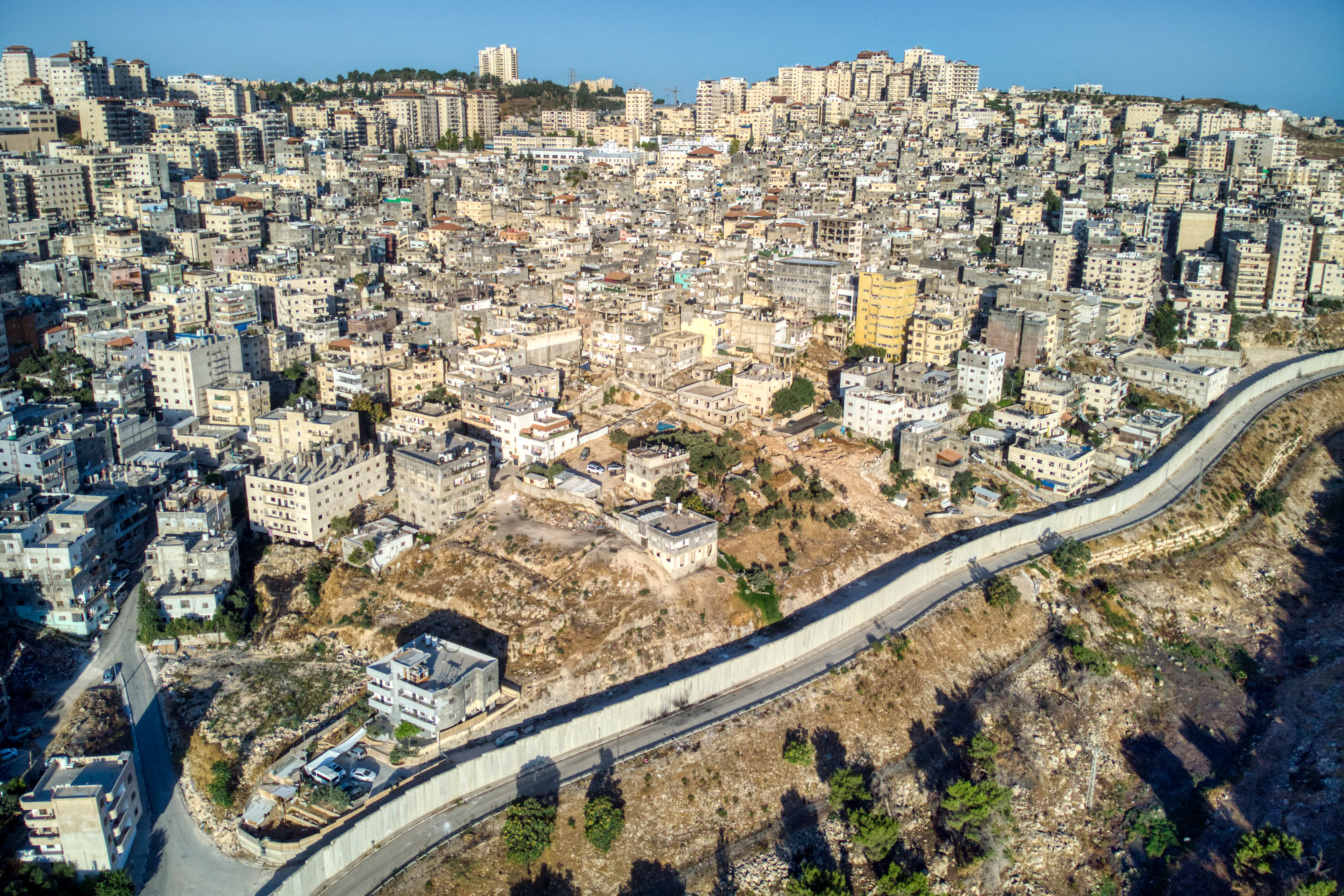
Campamento de Shufat en 2023.

Tras la guerra de 1948, la Cruz Roja alojó a refugiados palestinos en el despoblado y parcialmente destruido barrio judío de la ciudad vieja de Jerusalén, que se convirtió en el campo de refugiados de Muaska, gestionado por la Agencia de Naciones Unidas para los Refugiados de Palestina en Oriente Próximo (UNRWA), que albergaba a refugiados de la Nakba procedentes de 48 localidades que habían sido conquistadas por Israel. Con el tiempo, muchas personas pobres que no eran refugiadas también se asentaron en el campo. La falta de mantenimiento y saneamiento volvieron inseguras las condiciones de habitabilidad, pero ni la UNRWA ni el gobierno jordano se atrevieron a demoler las antiguas casas judías por temor a una respuesta internacional negativa.
En 1964, se tomó la decisión de trasladar a los refugiados a un nuevo campo construido en terrenos mayoritariamente judíos cerca de Shuafat. La mayoría de los refugiados se negaron a trasladarse, ya que ello supondría perder su medio de vida, el mercado y los turistas, así como reducir su acceso a los lugares sagrados. Al final, muchos de los refugiados fueron trasladados a Shuafat por la fuerza durante 1965 y 1966.

### Administración israelí desde 1967

#### SigloXX
Tras la guerra de los Seis Días de 1967, Israel ocupó y posteriormente anexionó Jerusalén Oriental, incluidos la ciudad y el campo de refugiados, que fueron incorporados al distrito municipal de Jerusalén.  A los residentes se les ofreció la ciudadanía israelí, pero la mayoría la rechazó por considerar que la zona estaba ocupada ilegalmente, de acuerdo con la ONU. En su lugar, muchos aceptaron la residencia permanente.
Según ARIJ, Israel ha redibujado ilegal y unilateralmente los límites del municipio de Jerusalén y confiscado 3.989 dunams de tierra de Shuafat (el 47% de la superficie total de la ciudad) para establecer cinco asentamientos israelíes:
- 1494 dunams para Rekhes Shufat (Ramat Shlomo)
- 1446 dunams para Ramot (Ramot Allon)
- 416 dunams para Ramat Eshkol
- 239 dunams para Pisgat Amir
- 394 dunams para Giva't Shappira (French Hill)

El Alto de Shuafat (Shuafat Ridge), junto al municipio, fue declarado, al igual que el 40% de las tierras disponibles de Jerusalén Este, «zona verde» para garantizar espacios naturales de esparcimiento en una zona altamente urbanizada. Pero sirvió para impedir que los palestinos de Shuafat construyeran allí, ya que cuando surgió la oportunidad de descongelar su condición de zona verde se dedicó a una nueva colonia judía, como admitió abiertamente Teddy Kollek.

#### SigloXXI
En una encuesta realizada como parte de la investigación para el libro Negotiating Jerusalem (2000), se informó de que el 59% de los judíos israelíes eran partidarios de redefinir las fronteras de la ciudad de Jerusalén para excluir asentamientos árabes como Shuafat, con el fin de garantizar una «mayoría judía» en Jerusalén.
En julio de 2001, las autoridades israelíes destruyeron 14 viviendas en construcción en el campo de refugiados de Shuafat por orden del entonces alcalde Ehud Ólmert, quien afirmó que se habían construido sin permiso. Todavía no había nadie viviendo en ellas. Las familias reconocieron que no eran propietarias del terreno en el que construyeron, pero creían que tenían permiso para edificar allí de las autoridades religiosas de la Fundación Islámica y argumentan que obtener permisos para construir legalmente es casi imposible. Olmert afirmó que las casas se estaban construyendo en terrenos públicos de una «zona verde» y que suponían una amenaza para la seguridad del asentamiento judío de Pisgat Zeev. Según Isabel Kershner, del New York Times, Shuafat sufría en 2007 una ausencia de planificación municipal, hacinamiento y carreteras llenas de baches.
La línea roja del Tren Ligero de Jerusalén tiene tres paradas en Shuafat: Shuafat, Es-Sahl y Beit Hanina, en el límite con el barrio palestino del mismo nombre.